# جوزيف جونز (لاعب كرة قدم أمريكية)
جوزيف جونز (بالإنجليزية: Joseph Jones)‏ هو لاعب كرة قدم أمريكية أمريكي، ولد في 21 فبراير 1994.

## وصلات خارجية
- جوزيف جونز على موقع مرجع كرة القدم المحترفة.كوم (الإنجليزية)